# Thủy điện Đambol
Thủy điện Đambol hay thủy điện Đam Bol là thủy điện xây dựng trên dòng Đa Mbol tại vùng đất xã Lộc Bắc huyện Bảo Lâm tỉnh Lâm Đồng, Việt Nam.
Thủy điện Đambol có công suất lắp máy 10,2 MW với 3 tổ máy, sản lượng điện hàng năm 44 triệu KWh, khởi công tháng 1/2009, hoàn thành tháng 1/2011.

## Suối Đa Mbol
Suối Đa Mbol là một dòng thượng nguồn của Sông Đạ Tẻh, một phụ lưu cấp 1 của sông Đồng Nai, chảy ở huyện Bảo Lâm và Đạ Huoai tỉnh Lâm Đồng.
Suối bắt nguồn từ vùng núi cao 1400 m 11°45′10″B 107°39′29″Đ / 11,752799°B 107,657944°Đ ở vùng nam xã Lộc Bảo, từ đó chảy về hướng nam và tây nam.
Sông Đạ Tẻh chảy qua thị trấn Đạ Tẻh và đổ vào sông Đồng Nai. 11°28′50″B 107°28′16″Đ / 11,4805°B 107,47118°Đ
Trong nhiều văn liệu tên thủy điện viết là Thủy điện Đam Bol, là cách đọc sai tên suối. Theo tiếng các dân tộc ở vùng này thì "đa", "đạ" hay "đăk" có nghĩa là nước, sông, suối, và tên nhiều suối có âm "M" ở đầu như "Đa Mbri", "Đa Mre", "Đa Mrông",...